# Чахтице
Ча́хтице (словац. Čachtice [t͡ʃaxtʲɪt͡se], венг. Csejte) — деревня в Тренчинском крае западной Словакии.
Население — 3840 человек (2010).

## География
Деревня расположена на расстоянии около 7 км к югу от города Нове-Место-над-Вагом между Дунайской низменностью и Малыми Карпатами. Она получила известность благодаря расположенному неподалёку Чахтицкому замку. Замок был построен в XIII веке для защиты торгового пути в Моравию. Одним из его владельцев была печально знаменитая «Чахтицкая пани» Елизавета Батори, которая была осуждена за многочисленные убийства. Она была заключена в тюрьму в собственном замке и умерла там в 1614 году. Замок был заброшен в 1708 году, и теперь лежит в руинах.

## История
В районе деревни были найдены доисторические поселения неолита, медного века, бронзового века, гальштатской культуры, латенской культуры, периода Римской империи и ранних славян.
Первое письменное упоминание о деревне датируется 1263 годом. Жители деревни занимались сельским хозяйством, виноградарством и ремёслами. Чахтице в 1392 году получило статус города, но позже опять стало деревней. В 1599 году Чахтице было разрушено турками. В 1847 году в доме священника прошло собрание первого словацкого национально-культурного общества Tatrín, на котором было принято окончательное решение об использовании штуровской литературной нормы с преимущественно среднесловацкими диалектными чертами в качестве основы для новой кодификации стандарта словацкого языка. В собрании участвовали наиболее известные представители протестантской и католической общин Словакии.

## Население
| Год:                | 1994 | 2004    | 2014     | 2024     |
| ------------------- | ---- | ------- | -------- | -------- |
| Количество человек: | 3577 | 3626    | 4010     | 3605     |
| Разница:            |      | +1,36 % | +10,59 % | −10,09 % |

## Достопримечательности
- Чахтицкий замок
- Дворец Батори
- Готический костёл

## Фотогалерея

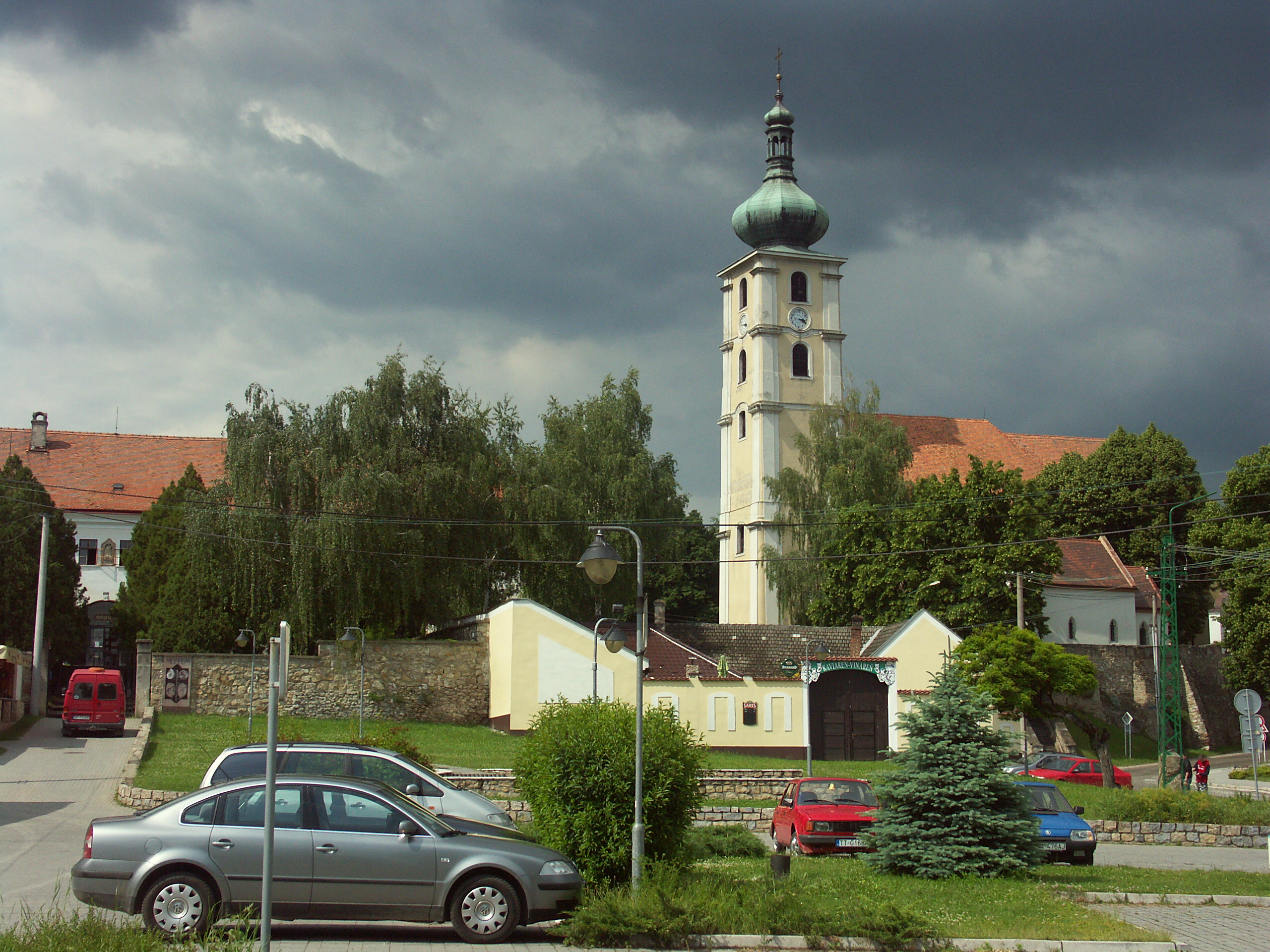
Чахтице
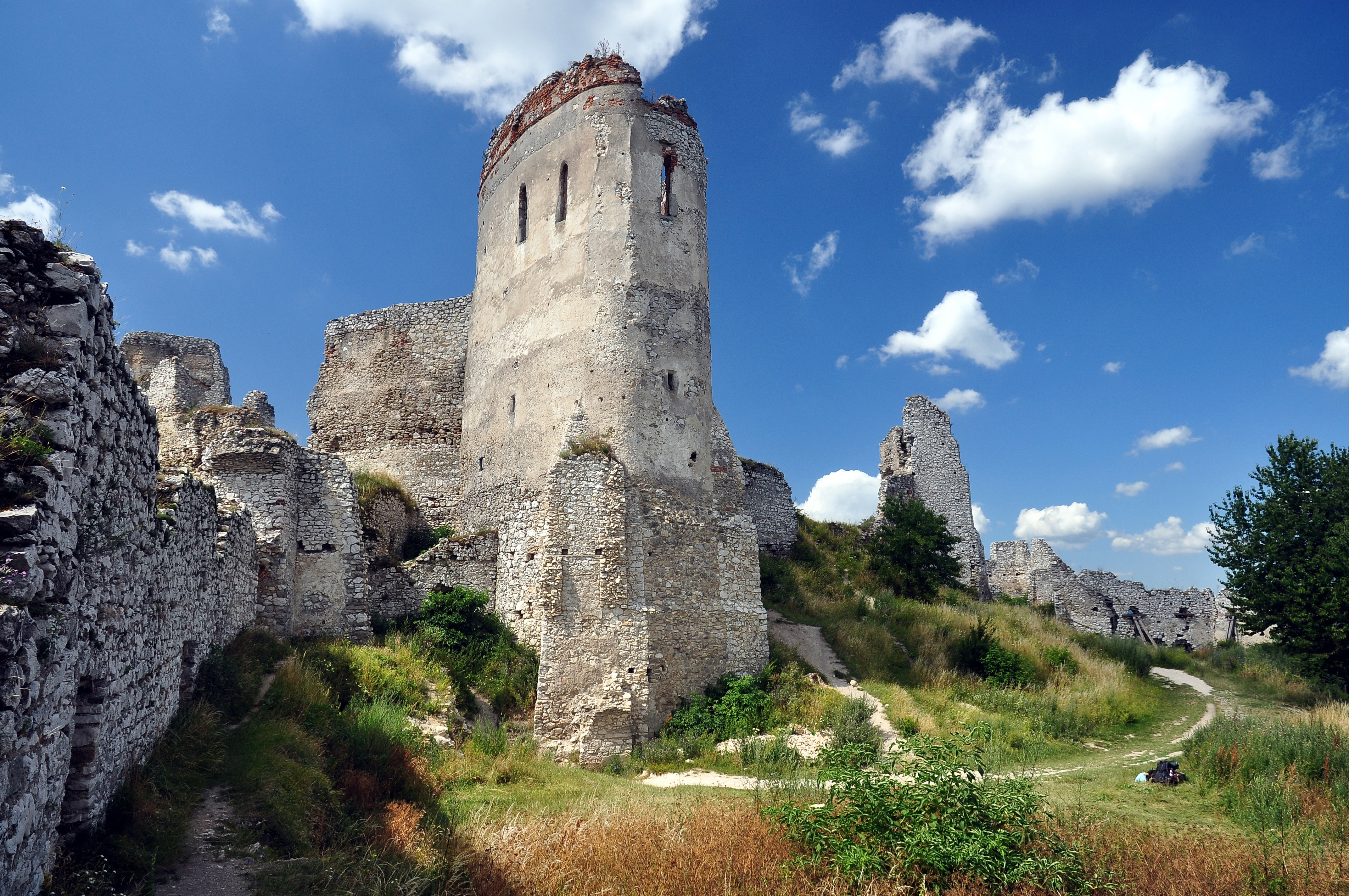
Чахтицкий замок
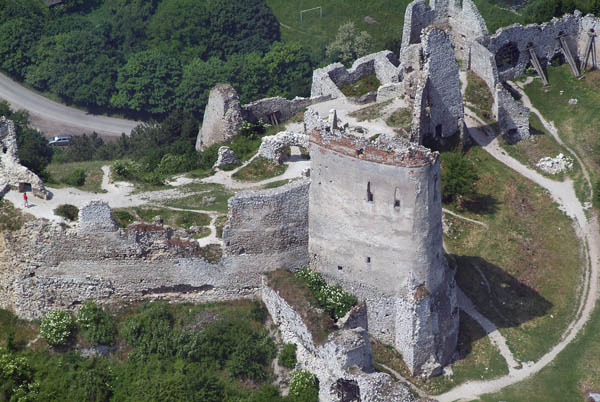
Чахтицкий замок
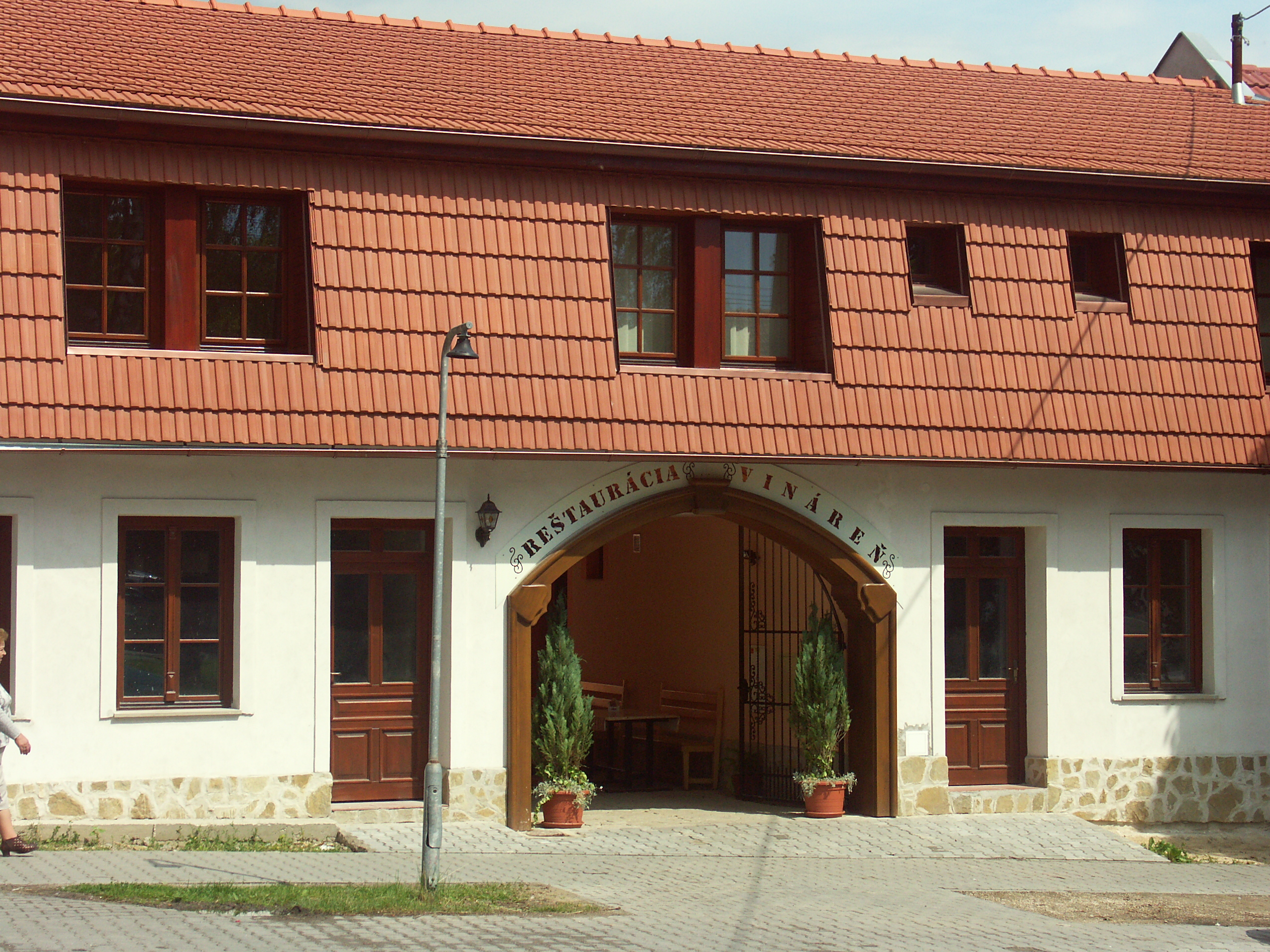
Ресторан
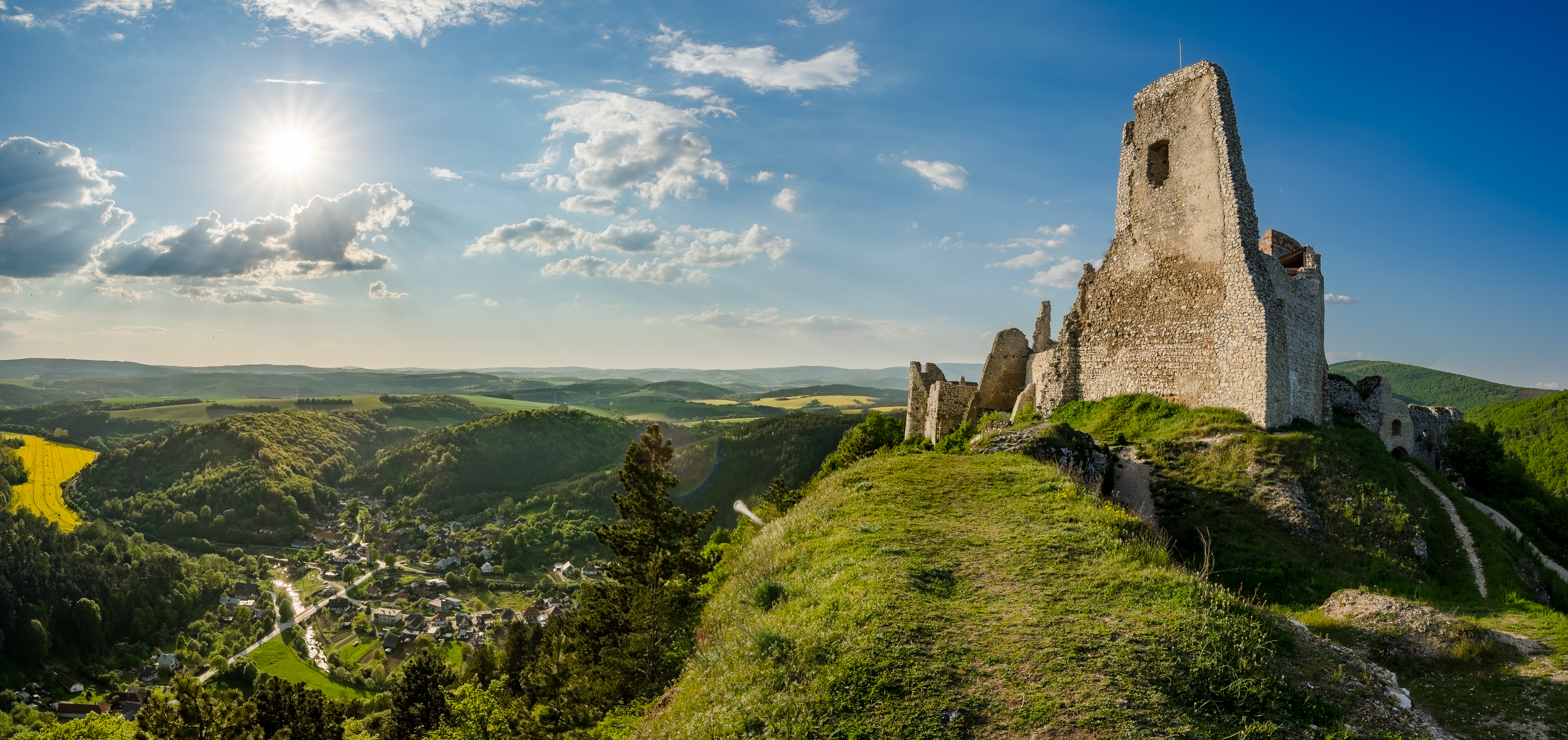
Чахтицкий замок и деревня Вишнёве